# Hussitterkrigene
hussitterkrigene, også kaldt bøhmerkrigene eller hussitterrevolutionen, var en serie af krige, der blev udkæmpet mellem kristne hussitter og den samlede kristne katolske styrke under kejser Sigismund og pave Martin 5., europæiske monarker, der var loyale mod den katolske kirke samt forskellige fraktioner af hussitterne. Efter de første sammenstød skiftede utraquisterne side i 1423 og kæmpede sammen med den romerskkatolske kirke mod taboritteren og andre hussitter-fraktioner. Krigene varede fra omkring 1419 og frem til 1434.
Urolighederne begyndte efter den præ-protestantiske reformmand Jan Hus blev henrettet af den katolske kirke i 1415 for kætteri. Den bøhmiske konge, Wenzel 4., havde planer om at blive kronet som tysk-romersk kejser, og han undertrykte hussitternes religion, der alligevel fortsatte med at blive udbredt. Da kong Wenzel 4. døde af naturlige årsager få år senere blev spændingerne med hussitterne større. I Prag og forskellige andre del af Bøhmen blev de katolske tyskere, som boede der, tvunget ud.
Wenzels bror, Sigismund, der havde arvet tronen, blev forarget over at hussitterismen fortsat spredte sig. Han fik tilladelse fra paven til at igangsætte et korstog mod hussitterne. Store mængde korsfarere fra hele Europa kom for at slutte sig til Sigismund og kæmpe mod hussitterne. Prag blev angrebet og herefter forladt. Hussitterne belejrede efterfølgende korsfareres garnison, og de tilbageerobrede næsten alle de områder, som de havde mistet, hvilket resulterede i at korstoget var en total fiasko.
Efter kommandoen over hæren blev overdraget til yeoman Jan Žižka, fulgte interne stridigheder blandt hussitterne. Tyskerne så at deres modstander var svækket, og de igangsatte endnu et korstog. De led dog et voldsomt nederlag til Žižka under slaget ved Deutschbrod, og de blev atter drevet bort. Pavestolen forsøgte sig med et tredje korstog, men det resulterede i endnu en fiasko. Lithauerne og polakkerne ønskede ikke at angribe tjekkerne, og tyskerne havde interne konflikter, så de kunne ikke samle nok tropper til at kæmpe mod hussitterne. Kongen af Danmark forlod også den tjekkiske grænse for at vende hjem. Tyskerne blev til sidst tvunget til at søge fred.
Kampene sluttede efter 1434, hvor den moderate utraquist-fraktion af hussitterne besejrede de radikale taboritter. Hussitterne indvilligede i at underkaste sig Kongeriget Böhmen og den romersk-katolske kirke, og de fik til gengæld lov at udføre deres lidt anderledes ritualer.
Hussittersamfundet inkluderede størstedelen af den tjekkiske befolkning i Kongeriget Böhmen, og de udgjorde en stor spontan militærmagt. De besejrede fem på hinanden følgende korstog der blev udskrevet mod dem af pave Martin 5. (1420, 1421, 1422, 1427, 1431), og de intervenerede i krige i de omkringliggende lande. Hussitterkrigene er kendt for deres store brug af tidlige håndholdte skydevåben som hagebøsser.